# Question de l'identité entre l'Empire ottoman et la république de Turquie
La question de l'identité juridique entre l'Empire ottoman et la république de Turquie s'est posée dès la proclamation de cette dernière.
Alors que la Turquie se considère comme un État nouvellement apparu après la Première Guerre mondiale, les analystes du droit international ainsi que la communauté internationale elle-même s'accordent sur le fait que l'Empire ottoman et la république de Turquie correspondent à un seul et même État.
La question est particulièrement importante pour définir les responsabilités de l'État turc pour la situation (dettes par exemple) et les crimes commis du temps de l'Empire ottoman (notamment le génocide des Arméniens).

## Contexte
À l'issue de la Première Guerre mondiale, que l'Empire ottoman avait perdue, la capitale impériale, Constantinople, est occupée du 12 novembre 1918 au 23 septembre 1923 par les forces alliées. En concurrence du gouvernement impérial se forme alors en 1920 un gouvernement républicain à Angora (aujourd'hui nommée Ankara), le Gouvernement de la Grande Assemblée nationale. 

## Droit international

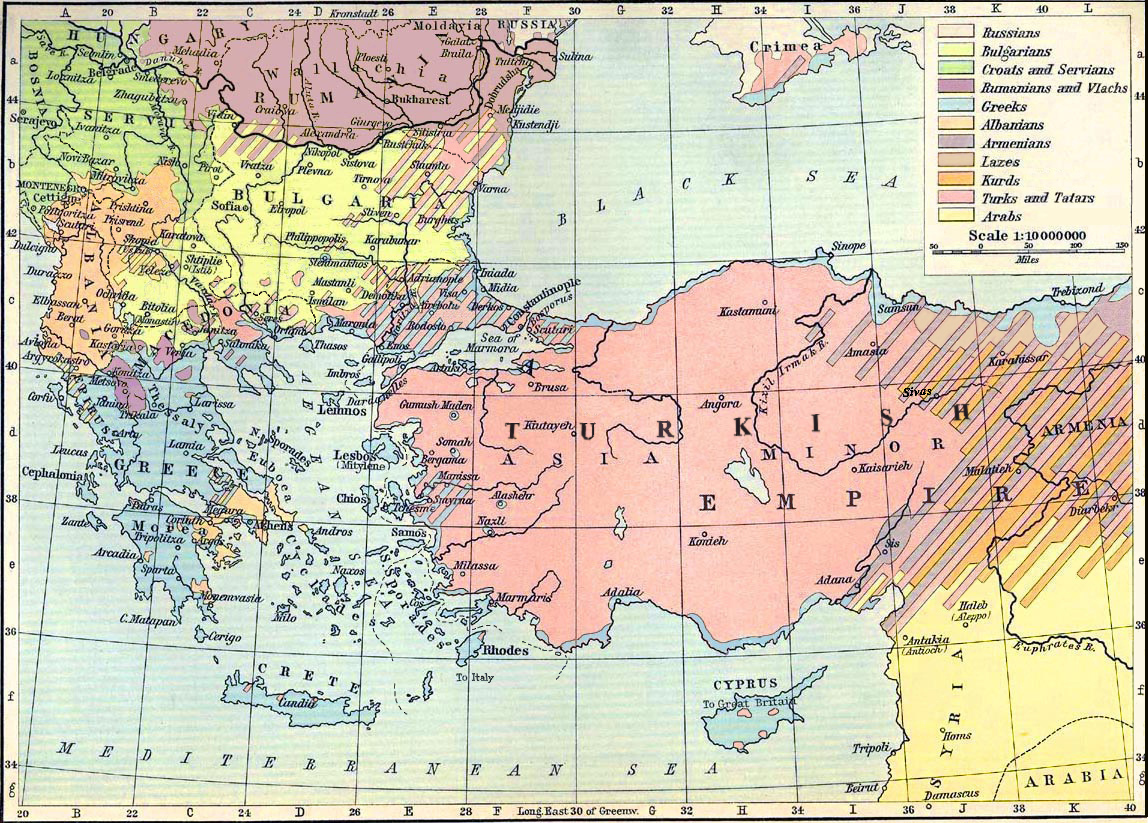